# Robert Seguso
Robert Arthur Seguso (* 1. května 1963 Minneapolis) je bývalý americký tenista, specialista na čtyřhru, v níž byl jeho nejčastějším partnerem Ken Flach. Hrál také s Andersem Järrydem, Johnem McEnroem a Borisem Beckerem. Mezi roky 1985 až 1988 byl 62 týdnů světovou deblovou jedničkou, vyhrál 29 turnajů Asociace tenisových profesionálů, z toho čtyři Grand Slamy. Na Letních olympijských hrách 1988 v Soulu získali Seguso s Flachem pro USA zlatou olympijskou medaili. Společně reprezentovali v Davis Cupu s bilancí deseti výher a dvou porážek. přispěli také k vítězství Američanů ve Světovém poháru družstev.
Ve dvouhře bylo Segusovým nejlepším umístěním na světovém žebříčku 22. místo, hrál čtvrté kolo Wimbledonu 1985 a Australian Open 1987.
Jeho manželkou je bývalá kanadská tenistka Carling Bassettová, mají pět dětí.

## Grandslamová vítězství ve čtyřhře
- US Open 1985 s Kenem Flachem
- French Open 1987 s Andersem Järrydem
- Wimbledon 1987 s Kenem Flachem
- Wimbledon 1988 s Kenem Flachem